# Dryobotodes venusta
Dryobotodes venusta är en fjärilsart som beskrevs av John Henry Leech 1889. Dryobotodes venusta ingår i släktet Dryobotodes och familjen nattflyn. Inga underarter finns listade i Catalogue of Life.